# Grimmia depilis
Grimmia depilis là một loài Rêu trong họ Grimmiaceae. Loài này được Müll. Hal. mô tả khoa học đầu tiên năm 1849.